# Дребнёва, Людмила Николаевна
Людми́ла Никола́евна Дребнёва (род. 8 октября 1954, Курган) — советская и российская актриса театра и кино.
Заслуженная артистка Российской Федерации (2001).

## Биография
Людмила Дребнёва родилась 8 октября 1954 года в городе Кургане Курганской области.
В 1972 или 1973 году приехала из Оренбурга в Москву и поступила в Школу-студию МХАТ. В середине первого курса её пригласили сниматься в главной роли в фильме режиссёров Валентина Козачкова и Вадима Лысенко «Посылка для Светланы» (1974), за что студентку исключили из учебного заведения. После окончания съёмок фильма Людмила вернулась в Москву и поступила в Щукинское училище.
В 1978 году окончила Высшее театральное училище имени Б. В. Щукина (актёрский курс А. Г. Бурова) и была приглашена в труппу Театра имени Моссовета, где прослужила одиннадцать лет (1978—1989).
С 1987 года (со дня основания театра) — актриса московского театра «Школа драматического искусства» Анатолия Васильева (режиссёрско-актёрская Лаборатория Игоря Яцко).

## Награды
21 ноября 2001 года «за заслуги в области искусства» Людмиле Дребнёвой присвоено почётное звание «Заслуженный артист Российской Федерации».
4 сентября 2024 года Людмила Дребнёва награждена знаком отличия «За безупречную службу городу Москве» XL лет.

## Творчество

### Роли в театре

#### Театр имени Моссовета[7]
- 1978 — «Миллион за улыбку» (А. Софронов). Постановка Ирины Анисимовой-Вульф — Нина
- 1978 — «Сказка о девочке-неудаче» (Е. Гвоздев). Постановка А. Молчадской — придворная дама / Краскина
- 1978 — «Царская охота» (Л. Зорин). Постановка Романа Виктюка — гостья на вечере Екатерины
- 1978 — «Глазами клоуна» (Г. Бёлль). Постановка Г. Бортникова — Генриетта / Белла Брозен (1984)
- 1978 — «„А существует ли любовь?“ — спрашивают пожарные» (Э. Радзинский). Режиссёр: Борис Щедрин — Она
- 1979 — «Кошки-мышки» (И. Эркень). Режиссёр: Инна Данкман — Эржбет в молодости / Илона (1981)
- 1979 — «Братья Карамазовы» (Ф. Достоевский). Режиссёр: Павел Хомский — девка в картине «Мокрое»
- 1980 — «Если буду жив…» (С. Коковкин). Режиссёр: Алексей Казанцев — голос / Марьяна / Аксинья / мальчик-итальянец / нянька / дама с цветами
- 1981 — «Живой труп» (Л. Толстой). Режиссёр: Борис Щедрин — цыганка Маша
- 1981 — «Превышение власти» (В. Черных). Режиссёр: Павел Хомский — Кулагина
- 198? — «Что тот солдат, что этот» (Б. Брехт). Режиссёр: Марк Вайль — Леокадия Бегбик, владелица трактира [8]
- 1982 — «Похороны в Калифорнии» (Р. Ибрагимбеков). Режиссёр: Сергей Юрский — Китти
- 1982 — «Егор Булычов и другие» (М. Горький). Режиссёр: Павел Хомский — Александра Булычова
- 1983 — «Премьера» (Л. Росеба). Режиссёр: Марк Вайль — Ада
- 1984 — «Фабричная девчонка» (А. Володин). Режиссёр: Борис Щедрин — Женька Шульженко
- 1984 — «Человек как человек» (Б. Брехт). Режиссёр: Марк Вайль — Леокадия Бегбик
- 1986 — «Маленькие трагедии» (А. Пушкин). Режиссёр: Армен Хандикян — Лаура / Луиза
- 1986 — «Орнифль, или Сквозной ветерок» (Ж. Ануй). Режиссёр: Сергей Юрский — Маргарита
- 1987 — «Печальный детектив» (В. Астафьев). Режиссёр: Геннадий Тростянецкий — Элеонора Сошнина
- 2001 — «Серебряный век» (М. Рощин). Режиссёр: Юрий Ерёмин — Кира Августовна[9]

#### Театр «Школа драматического искусства»
- 1987 — «Шесть персонажей в поисках автора» (Л. Пиранделло). Режиссёр: Анатолий Васильев — падчерица
- 1988 — «Наблюдатель» (А. Шипенко). Режиссёр: Борис Юхананов — рок-певица
- 1990 — «Сегодня мы импровизируем» (Л. Пиранделло). Режиссёр: Анатолий Васильев
- 1992 — «Идиот» — главы из романа (Ф. Достоевский). Режиссёр: Анатолий Васильев — Аглая / Варя
- 1994 — «Амфитрион» (Мольер). Режиссёр: Анатолий Васильев — Алкмена / Клеантида
- 1998 — «„Дон Жуан, или Каменный гость“ и другие стихи» (А. Пушкин). Режиссёр: Анатолий Васильев — Лаура
- 1999 — «Концерт „К***“» (А. Пушкин). Режиссёр: Анатолий Васильев — исполнительница романсов
- 2006 — «Каменный гость, или Дон Жуан мёртв» (А. Пушкин). Режиссёр: Анатолий Васильев — Дона Анна
- 2008 — «Каменный ангел» (М. Цветаева). Режиссёр: Игорь Яцко — Венера
- 2013 — «Как важно быть серьёзным» (О. Уайльд). Режиссёр: Игорь Яцко — Леди Брэкнелл
- 2015 — «Вишнёвый сад» (А.П.Чехов). Режиссёр: Игорь Яцко — Раневская Любовь Андреевна, помещица
- 2023 — «Васса Железнова» (М. Горький). Режиссёр: Игорь Яцко — Васса Борисовна

#### Центральный дом актёра
- 2002 — «Три высокие женщины». Режиссёр: Роман Мархолия;
- 2003 — «Воскресение Лазаря» (Ф. Достоевский). Режиссёр: Борис Мильграм — Катерина Ивановна;
- 18.01.2012 — «Всегда с любовью…» (творческий вечер заслуженной артистки России Людмилы Дребнёвой из цикла «Разные судьбы»)[10][11][12]. Режиссёр: Павел Тихомиров.

#### Московский театр юного зрителя
- 2003 — «Сны изгнания» (К. Гинкас) — жестоковыйная тётка в шляпе[13]

#### Государственный театр наций
- 2004 — «Роман без ремарок» (С. Коробков). Режиссёр: Геннадий Шапошников — вахтёрша

#### Московский драматический театр имени М. Н. Ермоловой
- 2013 — «Полёты с Ангелом» (З. Сагалов). Режиссёр: С. Юрский[14][15] — комиссар

### Фильмография[16]
- 1974 — Посылка для Светланы — Светлана Платонова
- 1974 — Контрабанда — Люба, член экипажа корабля
- 1978 — Вечер старинных русских водевилей[17] — Лизанька.
- 1978 — Обочина — Люся, дочь Воловича
- 1978 — Осенние колокола — царица-мачеха
- 1979 — С любимыми не расставайтесь — Ира
- 1980 — Альманах сатиры и юмора[18] — Анечка / литераторша
- 1980 — Жизнь моя — армия — Марина, жена офицера Карташова
- 1981 — Простая девушка[18] — Оля[19]
- 1983 — Детский сад — торговка
- 1985 — Третье поколение — Рая Власова
- 1986 — Карусель на базарной площади — Нюра
- 1987 — Живой труп[17] — Маша, цыганка
- 1988 — Брошь[18] — Эмми
- 1989 — Ночь на размышление[18]
- 2002 — Садко — читает былину А. К. Толстого[20]
- 2004 — Ундина — судья
- 2004 — Нежное чудовище — зам. директора театра
- 2005 — Клоунов не убивают — Люба, жена Якубовича
- 2005 — Сыщики районного масштаба — Любка-кагэбэшница
- 2005 — Доки
- 2005 — Авантюристка (серия 3) — Евгения Полуянова
- 2005 — Примадонна — директор школы
- 2005 — Один из многих — Родригес
- 2005 — Обречённая стать звездой — Анна Борисовна Годунова, прототип А. Б. Пугачёвой
- 2006 — Врачебная тайна — Алёна Игоревна Хоменко, зам. директора
- 2006 — Кто в доме хозяин? — Ксения Борисовна
- 2007 — Братья по-разному (серия «Страсти по Ивану») — Ксения Анатольевна, главный редактор воскресного приложения
- 2007 — Женские истории — Светлана Ивановна, мама Полины Виленской
- 2008 — Одна ночь любви — графиня Игнатьева
- 2008 — Галина — Ирина Бугримова
- 2008 — Рыжая — член приёмной комиссии
- 2008 — Ранетки — Эмилия Карповна Зеленова, бабушка Полины
- 2008 — Осенний детектив — Ирина Громова, адвокат
- 2008 — Морозов (серия 5) — соседка Кривцова
- 2009 — Ловушка для спеца — секретарь в приёмной Кантаровича
- 2009 — Непридуманное убийство — Эмма Александровна, жена банкира Радзивилла
- 2009 — Преступление будет раскрыто 2 (серия № 20 «Кролик в засаде») — жена директора модельного агентства
- 2010 — Когда цветёт сирень — Ольга Степановна, мать Андрея
- 2011 — Дом ветра — Ирина Львовна
- 2011 — Новости — Лидия Макаровна, мать Сергея Пономарёва
- 2011 — Солдатские сказки Саши Чёрного — Влада, маг
- 2011 — Дневник доктора Зайцевой — мамаша
- 2012 — Последний джинн — Эмма Ивановна
- 2016 — Валькины несчастья — Лариса Васильевна, мать Михаила, свекровь Валентины
- 2016 — Гостиница «Россия» — Искра Ефимовна, начальник Орготдела гостиницы

### Озвучивание
- 2004 — Элька и Звёздный почтальон — бабушка Эльки
- 2013 — Цветаева, Марина Ивановна — " Антология русской  поэзии " Круг лета Господня" — Из рук моих, Молитва лодки, Сини подмосковные холмы[21]
- 2014 — Радио «Русский мир» — «Звёзды „Русского мира“: актриса Людмила Дребнёва»[22].

### Участие в телевизионных программах и сюжетах
- Новости культуры (Худсовет), телеканал «Культура», 07.10.2008[23]
- Реальные истории, телеканал «ТВ Центр», 17.10.2010[24]
- Новости культуры, телеканал «Культура», 10.11.2010[25]
- События, телеканал «ТВ Центр», 11.12.2011[26]
- Правда 24, телеканал «Москва 24», 07.10.2014[27]
- Календарь, телеканал «Культура», 8.10.2014[28]
- Афиша, телеканал «Культура», 8.10.2014[29]
- «Музыка в событиях», «Радио России», 17.10.2014[30]
- Новости культуры (Худсовет), телеканал «Культура», 29.01.2015[31]

## Упоминания в печатных изданиях
- Вопросы театра (сборник 11, статья «На малых сценах») / В. В. Фролов — М.: СТД, 1987 (стр. 74)
- Петербургский театральный журнал (№ 20, статья «Правила отторжения „Я“») / Е. Фомина — СПб., 2000 (стр. 59)
- Петербургский театральный журнал (№ 22, статья «Игра о Моцарте и Сальери») / А. Карась — СПб., 2000 (стр. 20)
- Игра в жизнь / С. Ю. Юрский — М.: Вагриус, 2002. — 378 с. (стр. 285)
- Звезда "Школы драматического искусства" — Людмила Дребнёва празднует юбилей!, газета Аргументы недели, 12.09.2014[32]
- газета ИЗВЕСТИЯ 6 октября 2014, — «Я наломала немало дров, но какой костер!», газета ИЗВЕСТИЯ 6 октября 2014, — «Я наломала немало дров, но какой костер!», 6.10.2014 7 октября №188( 29188))[33]
- Российская газета 9 октября 2014, — «Иероглиф страсти,Актриса Людмила Дребнева празднует свой юбилей с "Каменным ангелом" »,Российская газета 9 октября 2014 № 230 ( 6502), — «Иероглиф страсти, Актриса Людмила Дребнева празднует свой юбилей с "Каменным ангелом"», 9.10.2014[34]